# Serra de les Fites
La Serra de les Fites és una serra situada al municipi de La Pobla de Massaluca a la comarca de la Terra Alta, amb una elevació màxima de 323 metres.